# Aïn El Arbaa
Ain El Arbaa là một đô thị thuộc tỉnh Aïn Témouchent, Algérie. Dân số thời điểm năm 2002 là 12.443 người.